# Слатінка (притока Криванського потоку)
Слатінка (словац. Slatinka) — річка в Словаччині; права притока Криванського потоку довжиною 17.4 км. Протікає в округах Лученець і Полтар.
Витікає в масиві Ревуцька Верховина на висоті 325 метрів. Впадає потік Точніца. Протікає територією сіл Каліново; Велька Вес і містом Лученець.
Впадає у Криванський поток на висоті 172.4 метра.